# Большая Собачка
Большая Собачка — река в России, протекает по территории Туапсинском районе Краснодарского края. Устье реки находится в 117 км по левому берегу реки Псекупс. Длина реки — 14 км, площадь водосборного бассейна — 33,9 км². До окончания Кавказской войны имела название Хасапс («река, где проводят собрание»).

## Данные водного реестра
По данным государственного водного реестра России относится к Кубанскому бассейновому округу, водохозяйственный участок реки — Кубань от города Усть-Лабинск до Краснодарского гидроузла, без рек Белая и Пшиш. Речной бассейн реки — Кубань.
Код объекта в государственном водном реестре — 06020001312108100005392.